# Bazilika sv. Štefana, Bologna
Bazilika svetega Štefana (italijansko Basilica di Santo Stefano) obsega kompleks verskih stavb v mestu Bologna v Italiji. Stoji na Piazza Santo Stefano in je lokalno znana kot Sette Chiese ("Sedem cerkva") in Santa Gerusalemme  ("Sveti Jeruzalem"). Ima dostojanstvo manjše bazilike.

## Zgodovina
Po izročilu je sveti Petronij, škof mesta v 5. stoletju, zgradil baziliko nad [[tempelj|templjem]g boginje Izide. Svetnik je želel imeti stavbo, ki bi spominjala na cerkev Božjega groba v Jeruzalemu.
Različni deli kompleksa so:
- Cerkev sv. Štefana ali sv. Križanega (8. st., prezbiterij preoblikovan v 17. st.), s kripto
- Cerkev svetega groba (po izročilu: 5. stoletje)
- Cerkev svetega Vitala in Agricole (4. stoletje, prezidana prva v 12. stoletju)
- Pilatovo dvorišče ("Santo Giardino", 13. stoletje)
- Cerkev Svete Trojice ali mučeništva (13. stoletje)
- Kapela povoja ("Cappella della Benda"), posvečena traku iz blaga, ki ga Devica Marija nosi okoli glave kot znak žalovanja.

Pilatovo dvorišče spominja na litostrotos, kjer je bil Jezus obsojen; vodi do cerkve svetega groba. V središču bazena, imenovanega Pilatov bazen, langobardskega dela iz let 737-744, je napisan naslednji napis:
UMILIB(US) VOTA SUSCIPE D(OMI)NE D(OM)N(ORUM) N(OST)R(ORUM) LIUTPRAN(TE) ILPRAN(TE) REGIB(US) ET D(OMI)N(O) BARBATU EPISC(OPO) S(AN)C(TE) HECCL(ESIE) B(O)N(ONIEN)S(I)S. HIC I(N) H(ONOREM) R(ELIGIOSI) SUA PRAECEPTA OBTULERUNT, UNDE HUNC VAS IMPLEATUR IN CENAM D(OMI)NI SALVAT(ORI)S, ET SI QUA MUN(ER)A C(UISQUAM) MINUERIT, D(EU)S REQ(UIRET)
Pod portikom v središču okna na stebru je izklesan petelin iz 14. stoletja, imenovan Petelin svetega Petra, ki spominja na svetopisemsko zgodbo o zanikanju svetega Petra.

## Cerkev svetega Štefana ali svetega razpela
Cerkev Križanega je lombardskega izvora in sega v 8. stoletje: sestavljena je iz enojne ladje s križnim obokom in dvignjenega prezbiterija nad kripto. V ladji je na levi strani kompleks kipov iz XVIII. stoletja Objokovanje nad mrtvim Kristusom Angela Gabriella Piòja. V središču prezbiterija, predelanega v 17. stoletju, do katerega vodi stopnišče, je Razpelo, delo Simone dei Crocifissija iz leta 1380. Na stenah so freske iz 15. stoletja z mučeništvom sv. Štefana.
Pod prezbiterijem je kripta, razdeljena na pet ladij s stebri različnih faktur, od katerih je eden po legendi od baze do kapitela popolnoma enakovreden Jezusu (približno meter in sedemdeset, zelo visok za tisti čas); na njenem koncu so v dveh žarah, postavljenih na oltarju, shranjeni posmrtni ostanki svetnikov Vitala in Agricole. Ob straneh oltarja so pred nekaj leti pod plastjo ometa našli dve freski iz 16. stoletja, ki ponazarjata mučeništvo Vitaleja in Agricole. V levem prehodu, zadaj blizu oltarja, je majhna freska iz zgodnjega 15. stoletja, tako imenovana Madonna della Neve, morda Lippo di Dalmasia. Predmet z manjšo umetniško vrednostjo, vendar nekaj sugestivnega, je beli kip Madone Bambine, na začetku kripte, na desni steni.

## Cerkev svetega groba
Cerkev sega v 5. stoletje, zgradil jo je škof Petronij kot posnetek Konstantinovega groba v Jeruzalemu in so jo v začetku 11. stoletja ponovno zgradili benediktinski menihi, potem ko je bila močno poškodovana med uničujočimi madžarskimi vpadi v 10. stoletju. Stavba centralnega tlorisa je zgrajena na obodu z nepravilno osmerokotno osnovo, v središču katere je postavljena dvanajstkotna kupola. V notranjosti je 12 stebrov iz marmorja in opeke, v središču pa je svetišče, v katerem so bile relikvije sv. Petronija, najdene tukaj leta 1141. Vrata groba se odprejo en teden na leto, po praznovanju polnočne velike noči, v prisotnosti vitezov svetega groba.
V starih časih se je bilo mogoče splaziti notri, da bi počastili posmrtne ostanke svetnika; bolonjske prostitutke so na velikonočno jutro poleg tega v spomin na Marijo Magdaleno odšle tja, da bi pred Svetim grobom izrekle molitev, katere vsebine same niso nikoli želele razkriti. Po drugem starodavnem izročilu so noseče ženske v Bologni hodile triintridesetkrat (enega za vsako leto Odrešenikovega življenja) okoli groba in v vsak krog groba vstopile, da bi molile; ob koncu triintridesetega kroga so se žene nato odpravile v bližnjo cerkev Mučeništva, da bi molile pred fresko noseče Madone. Danes telesa svetega Petronija ni več v tej cerkvi, ker ga je leta 2000 dal kardinal Giacomo Biffi prenesti v baziliko San Petronio, ki je že varovala glavo zavetnika mesta.
V cerkvi je tudi vodni vir, ki v simboliki štefanovega kompleksa, temelji na Kristusovem pasijonu, se identificira z vodami Jordana. Verjetno je bil na tem območju Izidin tempelj, kot se zdi dokazano, pa tudi prisotnost izvira (kult egipčanske boginje je zahteval prisotnost izvira vode), vztrajnost sedmih grških marmornih stebrov, prihaja iz mesta Karistos (po raziskavah Univerze za geologijo v Padovi), gotovo iz rimskega obdobja; ponovno so bili uporabljeni, kot se lahko jasno vidi, saj je bilo sedem rimskih stebrov, ki še vedno stojijo, v srednjem veku obdanih s prav toliko opečnatimi stebri, medtem ko so tam, kjer manjkajo rimski stebri, ki so jih uničili madžarski napadi, zgradili nove robustne stebre.
Steber iz črnega cipollino marmorja, afriškega izvora in iz rimske dobe (prav tako zagotovo ponovno uporabljen iz starejše stavbe), zamaknjen od drugih, simbolizira steber, kjer je bil Kristus bičan in, kot je navedeno v zvitku, zagotovljenih 200 let odpustka vsakič, ko obiščete ta kraj.
Obok in stene cerkve so prvotno vsebovale freske s svetopisemskimi prizori, ki jih je sredi 13. stoletja ustvaril Marco Berlinghieri (sin Berlinghiera Berlinghierija), ki so bile leta 1804 skoraj v celoti odstranjene, da bi jih nadomestile nove freske v baročnem slogu, ki jih je naredil Filippo Pedrini, posledično odpravljene s poznejšimi obnovami v poznem 19. stoletju; ostanki prvotnih fresk iz 13. stoletja (prizor, ki predstavlja pokol nedolžnih) so vidni v muzeju bazilike.

## Cerkev svetih Vitala in Agricole
Je najstarejši v kompleksu. Ta cerkev v obliki bazilike, brez transepta, z izrazitim pročeljem in tridelno apsido, je posvečena zavetnikoma Vitalu in Agricoli in od svoje izgradnje hrani relikvije obeh svetnikov, oziroma služabnika in gospodarja, prvih dveh mučencev iz bolonjskega obdobja Dioklecijana (305 n. št.). Leta 393 so posmrtne ostanke prenesli iz Ambrogia, da bi jih odpeljali v Milano (dejstvo, ki priča, da je bila bazilika že zgrajena), prav tako pa je v 5. stoletju Namazio, škof iz Clermonta, poslal glasnika po relikvije bolonjskih protomučenikov.
V začetku 15. stoletja so našli starokrščanski grob z napisom Simon in razširila se je govorica, da gre za grobnico Simona Petra, to je svetega Petra. Ta novica brez vsakršne zgodovinske podlage je pritegnila številne romarje in jih odvrnila od Rima, klasičnega cilja romanj. Papež Evgen IV. se je tedaj ostro odzval: cerkev je odprl, jo dal zasuti z zemljo in jo v tem stanju pustil približno sedemdeset let. Kasneje je bila cerkev na posredovanje nadškofa Giuliana Della Rovere obnovljena in ponovno odprta za bogoslužje. Na dogodek spominja napis na stranskih vratih: JUL. CARD. S. P. AD VINC. RESTITUIT. V notranjosti cerkve je nekaj zanimivih najdb: ostanki rimskega mozaičnega tlaka, vidni skozi steklo. Nato v dveh stranskih apsidah dva zgodnjesrednjeveška sarkofaga, pripisana Vitalu in Agricoli, s figurama živali (levi, jeleni in pavi) v reliefu. V desni ladji je na steni prepoznan križ kot mučenje sv. Agile (v resnici je iz poznejšega obdobja). Glavni oltar, ki ga sestavlja stružen poganski oltar, je postavljen ob zadnjo steno (po predkoncilskem bogoslužju, ko je slavljenec med obhajanjem vernikom kazal hrbet).

## Pilatovo dvorišče
Do Cortile di Pilato, tako imenovanega v spomin na Lithostrotos (grško λιθόστρωτος), kraj v Jeruzalemu, kjer je bil Jezus obsojen, je dostopen tako, da izstopite iz cerkve Groba. Dvorišče je na severu in jugu obrobljeno z dvema portikoma v romanskem slogu z značilnimi križnimi stebri iz opeke in pripelje do apnenčastega bazenčka, ki počiva na podstavku (novejša, 16. stoletje) tako imenovana Pilatov bazen: ta bazenček je longobardsko delo iz let 737-744 in nosi napis pod robom, za katerega poročajo, da je najbolj akreditiran prepis:
»+ UMILIB(US) VOTA SUSCIPE D(OMI)NE D(OM)N(ORUM) N(OST)R(ORUM) LIUTPRAN(TE) ILPRAN(TE) REGIB(US) ET D(OM)N(O) BARBATU EPISC(OPO) S(AN)C(TE) HECCL(ESIE) B(O)N(ONIEN)S(I)S. HIC I(N) H(ONOREM) R(ELIGIOSI) SUA PRAECEPTA OBTULERUNT, UNDE HUNC VAS IMPLEATUR IN CENAM D(OMI)NI SALVAT(ORI)S, ET SI QUA MUN(ER)A C(UISQUAM) MINUERIT, D(EU) )S REQ(UIRET).«
Pod portikom, v središču okna, na stebru, je kamnit petelin iz 14. stoletja, imenovan Gallo di S. Pietro, da bi se spomnil evangeličanske epizode zatajitve Jezusa. Vedno pod portikom je mogoče opaziti nekaj nagrobnikov, vključno s tistim, s pravimi škarjami v sredini, ki je pripadal krojaču. Za simboliko Kristusovega pasijona je pomembno, da bi bila razdalja med tem dvoriščem in bližnjo cerkvijo San Giovanni in Monte (tako imenovana, ker stoji na edini naravni štrlini osrednje bolonjske lege) enaka, kot je tam v Jeruzalemu med Svetim grobom in Kalvarijo.

## Cerkev Trojice ali mučeništva
Imenuje se tudi cerkev Svetega Križa ali Kalvarije ali Trojice. Prvotno je morala biti zgrajena v obliki bazilike s 5 ladjami, z apsido pred svetim vrtom (Pilatovim dvoriščem) in fasado na vzhodu, točno tako, kot je prvotno izgledal Sveti grob v Jeruzalemu, ki ga je želel Konstantin. Verjetno zaradi pomanjkanja sredstev Petronij ni mogel dokončati stavbe, ki je ostala nedokončana. Kasneje, s prihodom Langobardov, bo postala krstilnica. Na začetku tisočletja, med rekonstrukcijami, ki so jih izvedli benediktinci, je bilo več negotovosti glede tega, kako dokončati delo, saj je bil prvotni Sveti grob močno spremenjen in je v tistih letih fatimitski kalif al-Hakim delal na njegovem uničenju. Ker so torej izgubili zgodovinske reference o tem, kaj je bilo prvotno, ga benediktinci niso mogli dokončati. Po prenovah v poznem 19. stoletju je trenutno razdeljena na 5 ladij, s fasado obrnjeno proti dvorišču in apsido proti vzhodu, obe zgrajeni v neoromanskem slogu po vzoru Svetega groba, ki so ga zgradili križarji. Od križarskih vojn do leta 1950 je bila v osrednji kapeli shranjena relikvija svetega Križa.
Zelo zanimivo je, da je v zadnji kapeli, ki vstopa na desni strani, stalno postavljena velika lesena skupina Čaščenja Treh kraljev s kipi v velikosti človeka. To so najstarejše znane jaslice na svetu, ki jih sestavljajo okrogli kipi. Podrobna študija dela, ki ga je leta 1981 objavil Massimo Ferretti, ob koncu prve večje obnove, ki sta jo izvedla Marisa in Otello Caprara, je pokazala, da je kipar kipov isti mojster Križanega iz leta 1291, ki se hrani v umetniške zbirke mesta Bologna. Delo je bilo prvič izklesano z debli lipe in bresta, morda v zadnjem desetletju 13. stoletja, izdelal pa ga je anonimni bolonjski kipar. Delo je ostalo brezbarvno do leta 1370, ko ga je naročil bolonjski slikar Simone dei Crocifissi, ki je poskrbel za bogato polihromacijo in pozlato s svojim zelo osebnim gotskim slogom. Obnova leta 1981 je razkrila čudovito polihromijo, ki je skozi stoletja potemnela, kot lahko vidite na fotografijah pred to obnovo. Toda z leti je vlaga v cerkvi, v kateri je bilo delo razstavljeno vse leto, spet začela uničevati barve. Zato so v začetku leta 2000 kipe vzeli po par naenkrat in jih ponovno restavrirali do leta 2004, ko so bila vsa dela razstavljena v Pinacoteca di Bologna, kjer so ostala do božiča 2006, ko so jih odnesli v Santo Stefano. Končno je bilo 21. januarja 2007 celotno delo slovesno odprto v velikem ohišju z elektronsko nadzorovano vlažnostjo in temperaturo, opremljenem z nelomljivim steklom, v katerem je celotna skupina v trajni obliki.
V tej cerkvi so tudi deli fresk iz 14. stoletja, zlasti fragment, ki prikazuje Sant'Orsolo s svojimi tovarišicami mučeništva in nosečo Madono, ki se poleg izvrstne izdelave dotakne ljubeče geste, s katero boža svoj razpokani trebuh ; druga roka Device drži knjigo.
Zadnja kapelica na desni je bila v zadnjem času posvečena Bersaglierjem, vendar je brez umetniške vsebine.

## Srednjeveški križni hodnik
Večje od Pilatovega dvorišča je značilno, da je v dveh nadstropjih: spodnji (verjetno pred letom 1000) je postavljeno na velike predromanske obokane odprtine; zgornji je veličasten primer romanske kolonade, verjetno delo Pietra d'Alberica sredi 12. stoletja. Zanimivi so nekateri pošastni kapiteli, zlasti dva (eden predstavlja golega moškega, ki ga je zdrobil ogromen balvan, drugi upodablja človeka z glavo, obrnjeno za 180°, torej proti hrbtu), ki bi navdihnila nekatere oblike odrešitve, opisane v Vicah Danteja. Pod arkadami križnega hodnika so na stenah pritrjene številne plošče z imeni skoraj vseh Bolonjcev, padlih med prvo svetovno vojno, razvrščenih po letih vojnega pohoda in razvrščenih glede na območje spopadov; v atriju zahodnega vhoda so druge velike plošče, ki pokrivajo celotno steno, z imeni Bolonjcev, padlih med drugo svetovno vojno. Iz križnega hodnika je dobro viden tudi zvonik kompleksa, prvotno iz 13. stoletja, a povišan v 19. stoletju. Pod portikom na severni strani križnega hodnika je vhod v muzej Santo Stefano.

## Znanstveno zanimanje
V središču znanstvenih razprav je bila dolga leta domnevna podobnost med tako imenovanim »Novim Jeruzalemom«, ki ga je tukaj, glede na življenjepis iz leta 1180, ponovno zgradil sveti Petronij v 5. stoletju in večinoma izgubljenim kompleksom iz 4. stoletja, postavljenim od Konstantina Velikega na domnevnem kraju Jezusovega križanja in vstajenja. Na žalost arheološki dokazi iz Bologne segajo predvsem v 11. in 12. stoletje, tako da vprašanje o zgodnejšem datumu še vedno ostaja neodgovorjeno (vsaj do leta 1981). Po drugi strani pa je arheologija medtem dala veliko odgovorov glede Konstantinovega cerkvenega kompleksa v Jeruzalemu, zato je glavna zanimivost, ki jo predstavljajo deli cerkve svetega Štefana iz 12. stoletja, morda bolj njihova podobnost s skoraj sočasno križarsko cerkvijo Svetega groba v Jeruzalemu, od katerega niso ohranjeni vsi deli.
- Križni hodnik celestinskih (samostan bazilike sv. Štefana), Bologna, Italija, 1914.
- The Sette Chiese ("Sedem cerkva") na Piazza Santo Stefano
- Kalvarijska niša v cerkvi Svetega groba
- Križni hodnik
- Čaščenje Treh kraljev (ok. 1290 - 1370), kipi v polnem merilu v mučeništvu. Foto: Paolo Monti.